# Bohumil Bizoň
Bohumil Bizoň (1949. március 28. – 2023. augusztus 3. vagy előtte) KEK-győztes szlovák labdarúgó, csatár.

## Pályafutása
1968 és 1971 között a Slovan Bratislava, 1971 és 1973 között a Dukla Banská Bystrica, 1973 és 1975 között ismét a Slovan labdarúgója volt. 1975–76-ban a Jednota Trenčín együttesében fejezte be az aktív játékot. A Slovannal három csehszlovák bajnoki címet és két kupagyőzelmet ért el. Tagja volt az 1968–69-es idényben KEK-győztes együttesnek.
Edzőként a Slovan utánpótlás csapatainál dolgozott.

## Sikerei, díjai
Slovan Bratislava
- Csehszlovák bajnokság
  - bajnok (3): 1969–70, 1973–74, 1974–75
- Csehszlovák kupa
  - győztes (2): 1968, 1974
- Kupagyőztesek Európa-kupája (KEK)
  - győztes: 1968–69